# Riacho da Cruz (periodiskt vattendrag i Brasilien, Paraíba, lat -7,08, long -37,35)
Riacho da Cruz är ett periodiskt vattendrag i Brasilien.   Det ligger i delstaten Paraíba, i den östra delen av landet, 1 500 km nordost om huvudstaden Brasília.
Omgivningarna runt Riacho da Cruz är huvudsakligen savann. Runt Riacho da Cruz är det ganska tätbefolkat, med 120 invånare per kvadratkilometer.